# Una stagione all'inferno (film)
Una stagione all'inferno è un film del 1971 diretto da Nelo Risi.
Il film narra la vita e la morte di Arthur Rimbaud (1854-1891), poeta francese considerato "maledetto" e dei suoi rapporti con il poeta Paul Verlaine sino al viaggio nell'Etiopia di Menelik.

## Trama
1871. Appena giunto diciassettenne a Parigi, Arthur Rimbaud viene ospitato dal poeta Verlaine, colpito da alcune poesie inviategli da Rimbaud in precedenza. Presto Verlaine si rende conto di aver a che fare con un genio, fondatore di un nuovo e spietato modello di poetica e di scrittura e ne rimane completamente estasiato, a tal punto da passare molto del suo tempo con lui anziché con sua moglie.
Ben presto questo rapporto di amicizia si trasforma in amore omosessuale e il popolo, compresa la moglie, non vede di buon occhio la cosa, tanto che i due poeti sono costretti a stabilirsi in Inghilterra. Dopo un paio d'anni di vita burrascosa passati lì, Rimbaud e Verlaine litigano per l'ultima volta; mentre Arthur ritorna nel suo podere di famiglia in campagna, Verlaine viene arrestato per tentato omicidio.
Dopo qualche mese Verlaine scopre che Arthur si è recato in Africa, in Etiopia, per coronare il suo sogno. Nel posto il poeta scrive le più belle composizioni, in compagnia di una ragazza nera che lo assiste e lo cura, fino a quando Rimbaud non si ammala gravemente. Egli accusa un tumore alla gamba ed è costretto a ritornare in Francia per farsela amputare. La sua malattia peggiora sempre di più, fino ad ucciderlo nel 1891.

## Critica
«Biografia senza infamia e senza lode... non troppo profonda» *½ 